# 拉腊·埃斯庞达
拉腊·埃斯庞达（西班牙語：Lara Esponda；2005年11月5日—），阿根廷女子足球运动员，司职守门员，目前效力于河床竞技俱乐部和阿根廷国家女子足球队。她曾代表阿根廷参加2023年国际足联女子世界杯。